# Mdou Moctar
Pour les articles homonymes, voir Moctar.
Mdou Moctar (ou M. dou Mouktar), né en 1986, est un auteur-compositeur et musicien Touareg basé à Agadez, au Niger. Il est l'un des premiers musiciens à jouer des adaptations électroniques modernes de morceaux de guitare berbère,. Sa musique s'est d'abord diffusée grâce aux échanges de cartes mémoires et via téléphones portables pratiqués en Afrique de l'Ouest.
Mdou Moctar est aussi connu pour ses performances lors de mariages. Ses textes, chantés en Tamasheq, portent sur l'Islam, l'éducation, l'amour et la paix,,. Il joue en gaucher avec une guitare électrique Fender Stratocaster. Originaire d'Abalak, il a vécu à Tchintabaraden et en Libye,,.
Il a également été programmé en 1ere partie des concerts de Jack White à l’olympia en juillet 2022.

## Albums
Son premier album, Anar, a été enregistré à Sokoto, Nigeria en 2008 et présente beaucoup de voix modifiées avec de l'autotune, influencé par la musique Haoussa. L'album n'a pas été officiellement publié à l'époque, mais les morceaux sont devenus extrêmement populaire à travers le Sahel grâce aux échanges de données via téléphone portable,. Mdou Moctar se fait connaître du public mondial lorsque Sahel Sounds, label dirigé par l'américain Christopher Kirkley, publie la compilation Music from Saharan Cellphones: Volume 1 sur laquelle il apparait.
L'album suivant, Afelan, est enregistré en live à Tchintabaraden et propose des « rusty-edged jams and sun-weathered ballads ». L'album est nommé d'après un célèbre héros historique et folklorique de la Azawough de l'Ouest du Niger. On y entend une reprise de "Chet Boghassa", de Tinariwen.
À propos de l'intérêt d'avoir un public en dehors de la région du Sahara, Moctar déclare à la fin de 2014 : "j'ai rencontré Christopher Kirkley (du label Sahel Sounds) via un téléphone mobile comme il m'avait appelé ... C'était une drôle de conversation, je croyais que mon cousin me faisait une blague, donc j'ai raccroché. Ce type américain m'appelant, disant qu'il voulait travailler avec moi pour ma musique, ça ne pouvait juste pas être réel. Il m'a appelé de nouveau et nous avons parlé. Il est venu me rendre visite dans mon village et m'a aussi envoyé une guitare pour gaucher, ce qui est très dur à trouver dans le Niger. Cette guitare a traversé plusieurs pays Africains pour arriver dans mes mains, je ne joue qu'avec elle depuis!"

## Films
Moctar apparaît dans le court-métrage I Sing the Desert Electric.
Il tient également le rôle principal dans le film Akounak Tedalat Taha Tazoughai ("la Pluie de la Couleur de Rouge avec un Peu de Bleu")sortit en 2015,.L'histoire est celle d'un musicien d'Agadez qui lutte face à une situation domiciliale, amoureuse et personnelle compliquée et traverse le désert avec une moto violette,. Le film est un hommage à Purple Rain et The Harder they Come. Parmi les influences sont cités Moi, un noir de Jean Rouch, le néoréalisme italien et les Poverty Row . C'est le premier long métrage en langue Touareg, plus précisément en un mélange de dialectes du massif de l'Aïr et de l'Azawagh,. La bande son propose de la musique jouée sur le plateau et à L'Embobineuse.

## Discographie

### Albums studio
- 2013 - Afelan
- 2014 - Anar (Originellement enregistré en 2008)
- 2017 - Sousoume Tamachek
- 2019 - Ilana: The Creator
- 2021 - Afrique Victime
- 2024 - Funeral For Justice

### Compilations / Albums en pulic / Bandes Originales de Films
- 2015 - Akounak Tedalat Taha Tazoughai (Bande Originale du Film)
- 2019 - Blue stage sessions (Enregistré live au Third Man Records le 15/09/2017)
- 2022 - Afrique refait (Album de remixes)
- 2025 - Tears of Injustice (version réenregistrée et nouvellement arrangée de Funeral for Justice sur instruments acoustiques)

### Singles
- Tahoultine (2011)[26]
- Anar / Vanessa (2012) (split with Brainstorm)[27]

### Participation
- Music from Saharan Cellphones: Volume 1 (2010)[28]
- Music For Saharan Cellphones: The International Reworks (2011)[29]
- The Mdou Moctar Covers (2012) (split with Brainstorm)[30]
- Pop Music From Republique Du Niger (2012)
- Music from Saharan Cellphones: Volume 2 (2013)[31]
- Ronald Paris / Mdou Moctar (2014) (split cassette with Porches)[32],[33]
- Rough Trade Shops Africa 13 (2014)
- Mind The Gap #110 (2014)
- Below The Radar 10 (2014)